# Adquisició de Twitter per Elon Musk
L'adquisició de Twitter per part d'Elon Musk va començar el 14 d'abril de 2022 i es va donar per finalitzada el 27 d'octubre de 2022. El famós empresari Elon Musk començà la compra d'accions de la companyia estatunidenca Twitter, Inc. el gener de 2022, i a l'abril del mateix any va acabar convertint-se en l'accionista més gran de la companyia amb un 9,1% de participació en la propietat. Després, els caps de Twitter el van convidar a unir-se a la seva junta directiva, una oferta que Musk inicialment va acceptar, però va acabar rebutjant. El 14 d'abril, va realitzar una oferta no sol·licitada per a comprar l'empresa per 43 mil milions de dòlars, al que Twitter va respondre amb l'estratègia anomenada "píndola enverinada" per a resistir una Oferta Pública d'Adquisició (OPA) hostil. El 25 d'abril, finalment la junta directiva de Twitter va acceptar unànimement l'oferta de compra de Musk per 44 mil milions de dòlars. El futur propietari va declarar que planejava introduir noves funcions en la plataforma, entre aquestes es troben: crear algorismes de codi obert, combatre els comptes de correu brossa i afavorir en gran manera a la llibertat d'expressió de la web.
Musk va decidir tirar-se enrere amb l'oferta de compra el juliol, afirmant que Twitter havia incomplert el seu acord en negar-se a prendre mesures enèrgiques contra els comptes de correu brossa. La companyia va posar una demanda a Musk al Tribunal de Cancelleria de Delaware, que poc després va resultar amb un judici programat per a la setmana del 17 d'octubre. Setmanes abans que comencés el judici, Musk va decidir fer un canvi i va anunciar que continuaria amb l'adquisició de l'empresa. Es va arribar a un acord el 27 d'octubre i Musk va acabar convertint-se immediatament en el nou propietari i director executiu de l'empresa Twitter. Un dels seus primers moviments, que va causar molta polèmica, va ser l'acomiadament de diversos executius d'alt rang, inclòs l'anterior director general, Parag Agrawal, i l'acomiadament de la meitat de la força laboral de la companyia. Des que es va fer el moviment, Musk va proposar diverses reformes a Twitter, inclosa la creació d'un "consell de moderació de contingut" per a manejar la llibertat d'expressió.
Davant la compra, les opinions es van dividir en bàndols ben clars. D'una banda, es va elogiar la proposta en pro d'afavorir la "llibertat d'expressió" i per ser una ruptura amb les empreses anomenades Gegants Tecnològics o GAFAM, mentre que va rebre dures crítiques, ja que es temia un potencial augment de la desinformació, l'assetjament i discursos d'odi a la plataforma, cosa que alterà als crítics de Musk, perquè aquest ja és un problema que Twitter porta arrossegant des de fa temps, doncs, creuen que la mà directora del magnat no faria sinó empitjorar la situació. Els conservadors estatunidencs i els republicans han secundat en gran manera l'adquisició, mentre que els més d'esquerres, els liberals, els demòcrates i els antics i actuals empleats de Twitter han expressat la seva preocupació per les intencions de Musk.

## Preludi

### Rerefons
Elon Musk porta sent usuari de Twitter des del juny de 2010, data de la seva primera piulada i el novembre de 2022 ja acumulava la xifra de més de 100 milions de seguidors, ja consagrat com un magnat dels negocis en l'àmbit internacional, amb gran fama per ser l'home més ric del món. La idea de comprar la plataforma sorgeix el 2017, on a piulada que suggeria que Musk comprés Twitter, aquest va respondre: "Quant costa?". El 24 de març de 2022, Musk va començar a piular declaracions que eren crítiques amb les polítiques de la companyia, preguntant als seus seguidors si realment l'empresa s'adheria al principi que declara "la llibertat d'expressió és essencial per al funcionament correcte d'una democràcia". Dies després, va discutir el futur de les xarxes socials amb Jack Dorsey, cofundador i antic director executiu de l'empresa de l'ocell blau, doncs, va considerar la idea de tornar-se membre de la junta directiva de la plataforma amb el codirector executiu de l'empresa de capital d'inversió Silver Lake, l'Egon Durban. Poc després, va decidir notificar aquest projecte al president de la junta de Twitter, Bret Taylor, així com també al director executiu Parag Agrawal, proposant tornar la xarxa social en una empresa privada o iniciar, sinó, una plataforma rival. Dorsey li va respondre amb un missatge de text on s'estudiava la possibilitat que Twitter pogués tornar-se una web de codi obert i en el mateix missatge va afegir que un any abans, ell havia pressionat perquè Musk ingressés a la plantilla directora de Twitter, però això només va fer que provocar la sortida de Dorsey com a director executiu.

### Primers desenvolupaments
Musk va començar a adquirir accions de Twitter el 31 de gener de 2022. El 4 d'abril, l'empresari va anunciar que havia comprat el 9,2% de les accions de Twitter per 2,64 mil milions de dòlars, convertint-lo així en l'accionista més gran de la companyia. Després de l'anunci de la compra de les accions, aquestes van experimentar l'augment més fort des de l'oferta pública inicial (OPI) de Twitter el 2013, amb un augment de fins al 27%. L'endemà, l'empresa va decidir convidar a Musk amb l'objectiu que s'unís al directori de la companyia, invitació la qual Musk en un principi va acceptar. Això havia estat recomanat a la junta directorial des del Comitè de Govern Corporatiu i Nominació de Twitter tres dies abans, amb certs membres de la junta que expressaren la seva preocupació envers possibles "impactes adversos en el valor dels accionistes". La posició de Musk dins el directori l'hauria prohibit anar més enllà d'un 14,9% de participació en la propietat, i la seva capacitat per a parlar públicament sobre l'empresa hauria estat limitada. Musk va parlar amb Dorsey el mateix dia, qui va rebutjar l'oferta de romandre en la junta.
L'11 d'abril, Musk va canviar d'idea. Va decidir no unir-se a la junta després de publicar diversos tuits crítics amb l'empresa, on, a més a més, va informar la junta que tenia la intenció d'oferir una oferta per a privatitzar Twitter. El 12 d'abril, es va reunir la junta directiva amb advocats i assessors financers per tal de deliberar sobre les ramificacions de l'acord, per a escartejar si un moviment d'aquestes mides podria ser realitzat i també, si podrien rebutjar l'oferta de compra. De mentre, l'accionista de l'empresa, Marc Bain Rasella, va decidir presentar una demanda a Musk per presumptament manipular el preu de les accions de l'empresa i violar així les normes del Mercat de Valors. Normes de la Comissió (SEC).